# Firenze Open 2022
Firenze Open 2022 (còn được biết đến với UniCredit Firenze Open 2022 vì lý do tài trợ) là một giải quần vợt nam chuyên nghiệp thi đấu trên mặt sân cứng trong nhà. Đây là lần thứ 1 giải ATP Florence được tổ chức kể từ năm 1994, và là một phần của ATP Tour 250 trong ATP Tour 2022. Giải đấu diễn ra tại Palazzo Wanny ở Florence, Ý, từ ngày 10 đến ngày 16 tháng 10 năm 2022.
Đây là một trong sáu giải đấu cấp độ ATP 250 được tổ chức vào tháng 9 và tháng 10 năm 2022 do các giải quần vợt ở Trung Quốc bị hủy vì đại dịch COVID-19.

## Nội dung đơn

### Hạt giống
| Quốc gia | Tay vợt               | Xếp hạng† | Hạt giống |
| -------- | --------------------- | --------- | --------- |
| CAN      | Félix Auger-Aliassime | 13        | 1         |
| ITA      | Matteo Berrettini     | 16        | 2         |
| ITA      | Lorenzo Musetti       | 27        | 3         |
| USA      | Maxime Cressy         | 32        | 4         |
|          | Aslan Karatsev        | 39        | 5         |
| USA      | Jenson Brooksby       | 42        | 6         |
| KAZ      | Alexander Bublik      | 43        | 7         |
| USA      | Brandon Nakashima     | 47        | 8         |

† Bảng xếp hạng vào ngày 3 tháng 10 năm 2022.

### Vận động viên khác
Đặc cách:
- Francesco Maestrelli
- Francesco Passaro
- Giulio Zeppieri

Vượt qua vòng loại:
- Altuğ Çelikbilek
- Flavio Cobolli
- Tim van Rijthoven
- Mikael Ymer

Thua cuộc may mắn:
- Zhang Zhizhen

### Rút lui
- Nikoloz Basilashvili → thay thế bởi  Brandon Nakashima
- David Goffin → thay thế bởi  Zhang Zhizhen
- Filip Krajinović → thay thế bởi  Richard Gasquet
- Jiří Lehečka → thay thế bởi  Márton Fucsovics
- Gaël Monfils → thay thế bởi  Roberto Carballés Baena
- Yoshihito Nishioka → thay thế bởi  Corentin Moutet
- Holger Rune → thay thế bởi  Bernabé Zapata Miralles
- Emil Ruusuvuori → thay thế bởi  Daniel Elahi Galán
- Jannik Sinner → thay thế bởi  J. J. Wolf

## Nội dung đôi

### Hạt giống
| Quốc gia | Tay vợt        | Quốc gia | Tay vợt         | Xếp hạng1 | Hạt giống |
| -------- | -------------- | -------- | --------------- | --------- | --------- |
| NED      | Wesley Koolhof | GBR      | Neal Skupski    | 7         | 1         |
| CRO      | Nikola Mektić  | CRO      | Mate Pavić      | 19        | 2         |
| CRO      | Ivan Dodig     | USA      | Austin Krajicek | 49        | 3         |
| AUS      | Matthew Ebden  | AUS      | John Peers      | 50        | 4         |

- 1 Bảng xếp hạng vào ngày 3 tháng 10 năm 2022.

### Vận động viên khác
Đặc cách:
- Jacopo Berrettini /  Matteo Berrettini
- Flavio Cobolli /  Giulio Zeppieri

### Rút lui
- Marcelo Arévalo /  Jean-Julien Rojer → thay thế bởi  Alexander Erler /  Lucas Miedler
- Ariel Behar /  Andrey Golubev → thay thế bởi  Andrey Golubev /  Ben McLachlan
- Juan Sebastián Cabal /  Robert Farah → thay thế bởi  Sadio Doumbia /  Fabien Reboul
- Nikola Ćaćić /  Filip Krajinović → thay thế bởi  Maxime Cressy /  John-Patrick Smith
- Lloyd Glasspool /  Harri Heliövaara → thay thế bởi  Nicolás Barrientos /  Miguel Ángel Reyes-Varela
- Kevin Krawietz /  Andreas Mies → thay thế bởi  Roberto Carballés Baena /  Daniel Elahi Galán

## Nhà vô địch

### Đơn
- Félix Auger-Aliassime đánh bại  J. J. Wolf, 6–4, 6–4

### Đôi
- Nicolas Mahut /  Édouard Roger-Vasselin đánh bại  Ivan Dodig /  Austin Krajicek, 7–6(7–4), 6–3